# Yucheng (köping i Kina, Shandong, lat 36,54, long 117,83)
Yucheng (kinesiska: 域城镇, 域城) är en köping i Kina. Den ligger i provinsen Shandong, i den östra delen av landet, omkring 75 kilometer öster om provinshuvudstaden Jinan. Antalet invånare är 75 988. Befolkningen består av 39 250 kvinnor och 36 738 män. Barn under 15 år utgör 13,0 %, vuxna 15-64 år 77 %, och äldre över 65 år 8,0 %.
Genomsnittlig årsnederbörd är 840 millimeter. Den regnigaste månaden är juli, med i genomsnitt 284 mm nederbörd, och den torraste är januari, med 7 mm nederbörd.